# 英美港盟主權在民集會

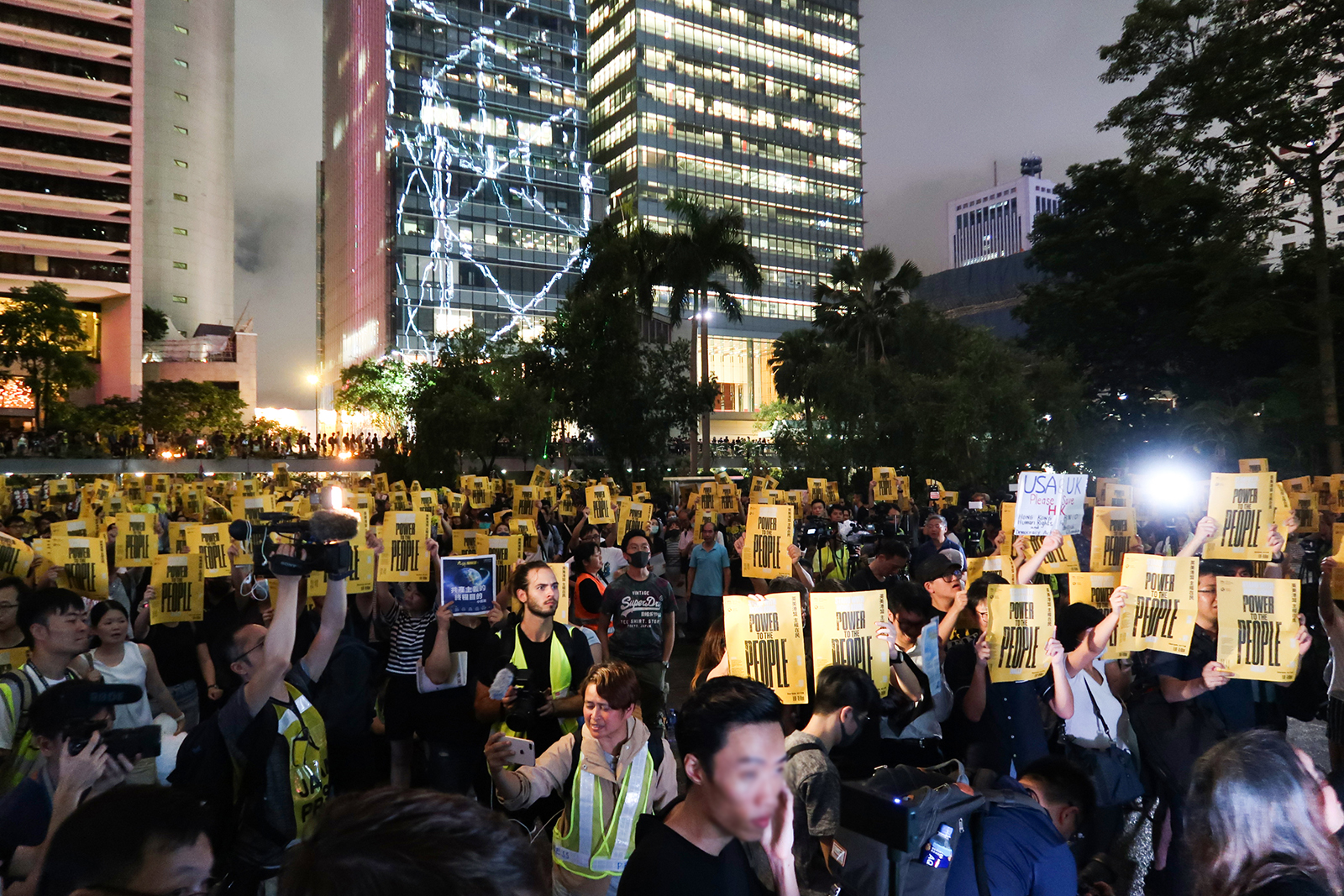
英美港盟主權在民集會參加者

英美港盟主權在民集會（Stand With Hong Kong, Power to the People Rally），是於2019年8月16日由香港大專學界國際事務代表團和LIHKG討論區「我要攬炒」團隊在中環遮打花園的一次反逃犯條例修訂集會。集會主要目的是希望爭取國際社會對香港局勢的關注，包括促請英國政府宣佈中國單方面違反中英聯合聲明，以及促請美國通過《香港人權與民主法案》。集會邀請到吳靄儀、黃之鋒、練乙錚、何韻詩和陳浩天做嘉賓，亦播出流亡海外的社運人士黃台仰，梁繼平和英國工黨副黨魁華德信的發言片段。主辦單位稱有6萬人參加，警方則稱高峰期有7,100人。